# Vritrá
En la religión védica (previa al hinduismo), Vritrá es un asura (demonio) con forma de serpiente o dragón, personificación de la sequía y enemigo del dios Indra.
En los textos Vedas también era conocido como Aji (‘serpiente’). Era hermano de Valá.
Como un dragón bloqueó el curso de los ríos védicos y fue muerto heroicamente por Indra.
- vṛtra, en el sistema AITS (alfabeto internacional para la transliteración del sánscrito).
- वृत्र, en escritura devanagari del sánscrito.
- Pronunciación: /vritrá/.[1]

## Etimología[1]
- m. (sólo una vez, en el Taittiríia-samjitá) o neutro (sobre todo en plural) ‘que cubre, que invierte, que restringe’, enemigo, hueste enemiga (en el Rig-veda y el Taittiríia-samjitá).
- Nombre de la personificación védica de una influencia maligna imaginaria o demonio de la oscuridad y la sequía. Se supone que toma posesión de las nubes (haciendo que obstruyan la claridad del cielo) y que contiene y reprime las aguas. El dios Indra se representa batallando contra esta mala influencia en las nubes reprimidas poéticamente descritas como montañas o castillos que son destrozadas por su rayo y obligadas a abrir sus fuentes (véase especialmente el Rig-veda 1.31). Como un danavá, Vritrá es hijo de Tuashtri o de Danu. A menudo se lo identifica con Aji, la serpiente del cielo, y se lo asocia con otros espíritus malignos, como Sushná, Namuchi, Pipru, Shambara, Urana, cuyas influencias malignas suelen ejercer generando oscuridad o sequía.
- m. una nube con relámpagos (según el Rig-veda 4.10.5; véase el comentario de Iaska al Naighantuka 1.10).
- m. oscuridad (según lexicógrafos, como Amara Simja, Jala Iudha, Jema Chandra).
- m. una rueda (según lexicógrafos).
- m. una montaña (según lexicógrafos).
- m. nombre de una montaña en particular (según lexicógrafos).
- m. una piedra (según el Katiaiana-shrauta-sutra).
- m. nombre de Indra (?!) (según lexicógrafos).
- n. riqueza (sinónimo de dhana) (según lexicógrafos). (posiblemente relacionado con vittá)
- n. sonido, ruido (sinónimo de dhuani) (según lexicógrafos).

## Versión védica
Según el Rig-veda (siglo XIV a. C.), Vritrá mantuvo cautivas las aguas del mundo hasta que fue asesinado por Indra, quien destruyó las noventa y nueve fortalezas de Vritrá (aunque a veces estas fortalezas se atribuyen a Shambara) antes de liberar a los ríos represados.
El combate comenzó poco después del nacimiento de Indra, quien había bebido una gran cantidad de soma en casa del sabio Tuashtri para empoderarlo antes de enfrentarse a Vritrá.
Tuashtri creó el rayo (vashra) para Indra, y el dios Visnú, cuando Indra se lo pidió, hizo espacio para la batalla, dando los tres grandes pasos por los que se hizo famoso.
Durante la batalla, Vritrá le rompió ambas mandíbulas a Indra, pero finalmente fue derribado por este. Al caer, terminó de aplastar sus fortalezas, que ya Indra había hecho añicos.
Por esta hazaña, Indra fue conocido como Vritraján (‘asesino de Vritrá’) y también como ‘asesino del primogénito de los dragones’.
Después Indra atacó con su rayo y derrotó a la madre de Vritrá, Danu (que era también la madre de toda la raza danavá de asuras).
En una de las versiones de la leyenda, Indra convenció a tres devas —Váruna, Soma y Agní— para que lo ayudaran en su lucha contra Vritrá. Antes ellos habían estado del lado del asura, a quien llamaban «Padre».
En un verso de un himno rigvédico que elogia a la diosa Sárasuati, a ésta se le atribuye el asesinato de Vritrá. Esta mención no ocurre en ninguna otra parte.

## Versiones puránicas posteriores
En una confusa modificación posterior del mito, Vritrá habría sido creado por Tuashtri para vengar la muerte de su hijo Trisiras o Vishua Rupa, que había sido asesinado por Indra.
Vritrá ganó la batalla y se tragó Indra, pero los demás dioses lo obligaron a vomitarlo.
La batalla continuó e Indra se vio forzado a huir.
Visnú y los rishís (sabios ermitaños) negociaron una tregua: Indra prometió que no atacaría a Vritrá con cualquier cosa hecha de metal, madera o piedra, ni nada que fuera seco o húmedo, o durante el día o la noche.
Entonces Indra utilizó espuma extraída de las olas del océano (en la que el omnipenetrante Visnú se había introducido para convertirla en arma) y lo mató en el crepúsculo.

### En el «Bhágavata-purana»
El Bhágavata-purana (siglo XI d. C. aprox.) convierte a Vritrá en un bhakta (devoto) del dios Visnú y por lo tanto más avanzado espiritualmente que el materialista Indra. Esa leyenda dice así:
Vritrá (que en esta versión es un brahmán) se convirtió en el líder de los asuras (que en los Puranas se consideran como inherentemente demoníacos, a diferencia de la antiquísima versión védica que les permitía ser dioses o demonios).
Vritrá luchó durante miles de años contra los dioses devas.
Al final, los asuras ganaron y los devas se retiraron.
Dirigidos por Indra, se acercaron al dios Visnú en busca de ayuda.
Este les reveló que Vritrá no podría ser destruido por medios ordinarios, sino solo con una lanza hecha con la columna vertebral de un sabio.
Cuando los dioses revelaron sus dudas acerca de que ningún asceta se suicidaría para ayudarlos, Visnú los envió con el sabio rishí Dadichi.
Los huesos de este eran indestructibles porque años atrás, cuando los devás le pidieron que guardara sus armas de hierro (una metalurgia desconocida en la India en esa época), Dadichi involuntariamente las había arruinado al mantenerlas almacenadas en agua del Ganges (que él creía que les daría brillo y energía). Las armas se habían oxidado y disuelto en el agua, y Dadichi bebió de esa agua para absorber la energía de las armas.
Cuando fue interpelado por los dioses, Dadhichi con gusto renunció a su cuerpo para la causa de los devas, indicando que ese era un mejor uso de sus huesos que pudrirse en la tierra.
El sabio se suicidó, los animales comieron su carne e Indra recogió su columna y creó el vashra aiudha.
Cuando atacó nuevamente a Vritrá, la batalla se prolongó durante 360 días antes de que el brahmán asura exhaló su último suspiro.
En ambas versiones (ya sea por matar al brahmán Trisiras o al brahmán Vritrá), Indra terminó siendo perseguido por la personificación antropomórfica del brahmanicidio (brāhmana-jatia).
Indra se escondió por su pecado, y Najusha fue invitado a ocupar su lugar como rey del cielo.

### Cita de otras leyendas
La versión puránica de que Indra pudo matar a Vritrá únicamente cuando se cumplieran ciertas condiciones podría provenir del Ramaiana (cuya composición podría datarse en la misma época), en donde los dioses no podían matar al demonio Ravana a causa de una bendición que impedía que él fuera muerto por cualquier ser humano. En ese caso Rama pudo matarlo porque aprovechó el vacío legal: él no era un ser humano sino un dios encarnado.
Quizá sea anterior una leyenda también puránica más similar, la de Nara Simja (‘hombre-león’, avatar de Visnú).
Allí Jirania-Kashipú, siendo un rey asura, utilizó la misma estratagema que sus antepasados, obtuvo una bendición del dios Brahmá que le impedía morir de día o de noche, por ser humano o bestia, dentro o fuera de una casa, y por ningún arma creada por el hombre.
Para matar a este asura sin contradecir la bendición de su querido Brahmá, Visnú encarnó como una mezcla de hombre y león (no era ser humano ni bestia).
Narasimja utilizó sus uñas (ningún arma creada por el hombre), colocó a Jirania-Kashipú en la puerta (no era el interior ni el exterior) y le arrancó los intestinos en el crepúsculo (no era de día ni de noche).